# Engelsby
Engelsby (dänisch: Engelsby) ist ein Stadtteil von Flensburg, der sich östlich der Stadt befindet und zur Region Angeln gehört.
Der Stadtteil Engelsby liegt südlich seiner namensgebenden Keimzelle beim Osbektal, die heute Engelsby-Dorf genannt wird. Östlich zu Engelsby gehörig liegt zudem das zum Großteil naturbelassene Gebiet Vogelsang, dem sich der Nachbar Wees anschließt.

## Geographie
Der Stadtteil Engelsby besteht aus folgenden Stadtgebieten: Windloch, dem Musikerviertel, dem Sternenviertel, Twedt, Trögelsby, Vogelsang, einem kleinen Teil von Blocksberg sowie Kauslund mit dem südlichen Teil von Wasserloos in Form der gleichnamigen Straße.
Die eine Keimzelle, der alte Dorfteil Engelsbys, heutzutage Engelsby-Dorf genannt, gehört jetzt zum Stadtteil Mürwik. Die zweite Keimzelle namens Windloch, östlich von Engelsby-Dorf, gehört zu Engelsby. Südlich von Windloch setzt das sogenannte Musikerviertel die Bebauung des Stadtteils fort – ein Wohngebiet mit Straßen benannt nach Komponisten. Östlich vom Musikerviertel liegt das Wohngebiet Sternenviertel mit Straßennamen vorwiegend von Planeten aus unserem Sonnensystem. Das ganz im Osten gelegene Gebiet Vogelsang dient als Naherholungsraum sowie der Land- und Forstwirtschaft. Am Vogelsang liegen die restlichen Gebiete des Stadtteils: die alte, kleine Siedlung Trögelsby, Twedt, Kauslund sowie Blocksberg. Der Stadtbezirksname Engelsby-Süd ist ein selten verwendeter, amtlicher Name für das südlich von Engelsby-Dorf gelegene Gebiet, das aus dem Straßenbereich Kirchentoft sowie einem großen Teil des westlichen Musikerviertels (bis zur Mozartstraße) besteht.

## Geschichte

### Anfänge
Der Name Engelsby setzt sich wohl aus dem Familienname Engel sowie der Endung -by zusammen. Er bedeutet also „Engels-Dorf“ beziehungsweise „Dorf von Engel“. Auch ein Zusammenhang mit Angeln ist möglich.
Der Name des Dorfes wurde erstmals im Jahr 1445 erwähnt. Damals erhielt das Hospital von Flensburg von der Stadt ein Bauerngut in Engelsby als Pfand. 1551 ging der besagte Landbesitz ans Kloster über. Direkt neben Engelsby lag früher außerdem noch das Dorf Windloch, welches erstmals im Jahr 1697 erwähnt wurde und dessen Überreste im Stadtteil Engelsby liegen. Die ehemaligen Häuser Windlochs sind heute noch daran zu erkennen, dass sie nicht gerade zur Straße stehen, und zum Teil stehen dort auch noch einige alte Reetdachhäuser. Im Jahr 1825 hatten die beiden Dörfer nur noch wenige Bewohner. In Engelsby wurden 17 und in Windloch 13 Einwohner gezählt. Ab 1886 hielt aber die aus Flensburg kommende Kreisbahn am erwähnten Dorfkrug. Durch die gute Verbindung wurde Engelsby besser erreichbar; reichere Flensburger begannen daher damit, sich Villen in der damals noch ländlichen Umgebung des Bahnhofs zu bauen. Diese Villen im Stadtteil Engelsby sind heute noch im Anfangsbereich der Engelsbyer Straße bis zum Neuen Weg zu entdecken. In der Folgezeit sollte südlich vom Dorf Engelsby immer mehr gebaut werden. Ein „neues Engelsby“, der heutige Stadtteil Engelsby, entstand.

### 20. Jahrhundert
Im Jahr 1910 wurde Engelsby nach Flensburg eingemeindet und seitdem stark ausgebaut. Während des Zweiten Weltkrieges galt Engelsby als kein Bombenziel der Alliierten. Dennoch erfolgte ein Luftangriff am 24. April 1942 auf Engelsby. Bei diesem vermutlich nicht wirklich geplanten Bombenabwurf warf ein wohl von Rostock zurückfliegender Bomber eine 2.000 Pfund-Bombe auf Engelsby ab. Drei Häuser im Neuen Weg wurden zerstört. 66 Gebäude wurden beschädigt. In einem Umkreis von vier Kilometern zersprangen die Fensterscheiben. Es starb ein Schüler; sieben Menschen wurden verletzt.
Im Jahr 1953 wurde die Kreisbahn eingestellt und ein Jahr später, am 26. März 1954, auf der Trasse die nach Kappeln führende Nordstraße eröffnet, parallel zur Engelsbyer Straße. Der Engelsbyer Abschnitt der Nordstraße trennte seitdem den alten Dorfteil vom Rest des Stadtteils ab und geht heutzutage zudem mit der vierspurigen Umgehungsstraße Osttangente, die zwischen 1992 und 2006 erbaut wurde, einher. 1961 lebten im Stadtteil Engelsby schon 1400 Menschen und die Anzahl der Bewohner wuchs weiter an. Nachdem mit Hochhäusern und Wohnblöcken weiterer Wohnraum im neu geschaffenen Musikerviertel geschaffen worden war, stieg die Zahl der Bewohner im Jahr 1970 auf 4300 an, das Sternenviertel folgte wenig später. Im Mai 1973 wurde das Gemeindezentrum, das aus einer kleinen Kapelle und einem Vielzwecksaal besteht, eröffnet; seitdem finden hier Gottesdienste und andere unterschiedliche Veranstaltungen statt. 1988 wurde der weithin sichtbare Sender Flensburg im Landschaftsschutzgebiet Vogelsang, das zum Stadtteil Engelsby gehört, errichtet.

### Der Stadtteil heutzutage
Im Musikerviertel sind Hochhäuser und Zeilenbauten aus den 1970er Jahren zu finden. Das Musikerviertel wurde so benannt, da dort die Straßen Namen von Komponisten tragen: Richard-Wagner-Straße, Beethovenstraße, Mozartstraße und Brahmsstraße. Im Gegensatz zum Musikerviertel liegen im bebauten östlichen Bereich des Stadtteils, dem sogenannten Sternenviertel, das aus einem nördlichen und südlichen Bereich besteht, hauptsächlich Einfamilienhäuser. Erste Häuser des Sternenviertels entstanden in den frühen 1970er Jahren, die meisten allerdings im folgenden Jahrzehnt. Anfang der 2000er Jahre entstand weitere Wohnbebauung bei Kauslund.
An verschiedenen Stellen des Stadtteils befinden sich Supermärkte, Discounter und auch einige Einzelhandelsgeschäfte. Viele Läden aber, die sich an der Engelsbyer Straße, der ehemaligen zentralen Straße des Raums, niedergelassen hatten, bevor die Osttangente zu einer Verkehrsentlastung führte, haben mittlerweile geschlossen oder sind abgewandert. Die Umgebung hat damit ihren vorherigen Zentrumscharakter weitestgehend verloren. Neben den besagten Geschäften Engelsbys deckt auch das Schottweg-Zentrum mit dem SB-Warenhaus famila die Bedürfnisse vieler Menschen. Das Warenhaus liegt zwar schon im Stadtteil Mürwik, jedoch direkt hinter der Nordstraße.
Das Gebiet Vogelsang wurde 1976 zum Landschaftsschutzgebiet und dient heute neben der Land- und Forstwirtschaft als wichtiger Naherholungsraum der Stadt. Einige stadtgeschichtlich interessante Gebäude des Stadtteils Engelsby und dem Engelsby-Dorf (Alt-Engelsby) gelten als Kulturdenkmale, welche jedoch nicht im Denkmalbuch Schleswig-Holsteins verzeichnet sind.